# Сталін — руйнівник націй

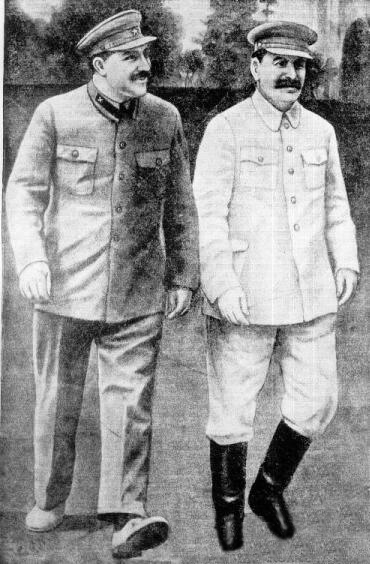
Йосип Сталін разом з Лазарем Кагановичем під час Голодомору

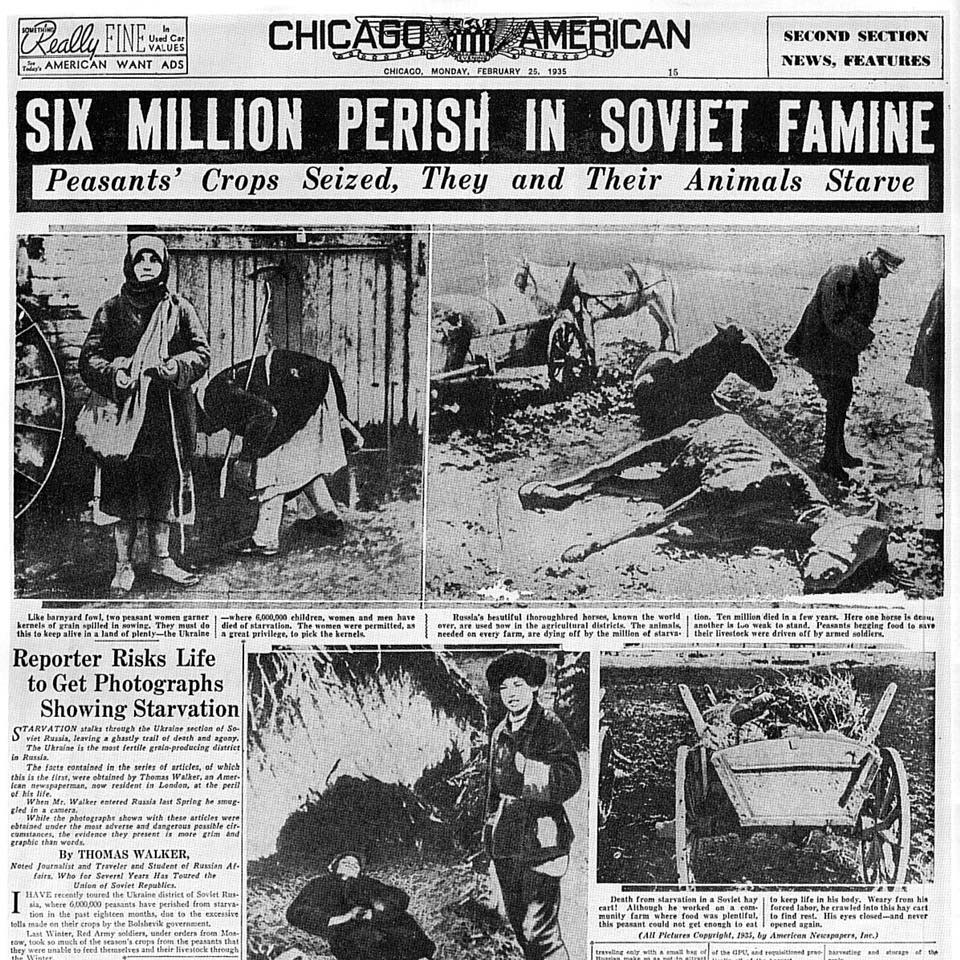
Американська газета, що повідомляє на першій шпальті про голод в Україні

Сталін — руйнівник націй — книга з біографією Йосипа Сталіна автора та історика Роберта Конквеста, опублікована 1991 року у видавництві «Weidenfeld and Nicolson and Penguin Books».

## Синопсис
Як особиста, так і політична біографія «Сталін: руйнівник націй» простежує шлях життя Йосипа Джугашвілі (Сталіна) з дитинства та юності в Горі, Грузія, та періоду, проведеного ним у семінарії в Тифлісі, до самої смерті. Хоча книга містить велику кількість інформації про Сталіна особисто, Конквест зосереджується головним чином на політичних аспектах кар'єри Сталіна: його політична освіта за часів Леніна як безжального революціонера, лідера та комуністичного мислителя; жахи радянської колективізації сільського господарства; масове кровопролиття під час Великого терору; нацистсько-радянський пакт та німецько-радянська війна; і нарешті, антисемітська кампанія, яка безпосередньо передувала його смерті.
Завершує книгу глава, яка підсумовує спадщину Сталіна станом на 1991 року. Діяльність Сталіна, розглянута крізь призму гласності, є постійною темою в цій роботі, як і в попередній книзі автора «Великий терор: переоцінка» 1990 року.
Роберт Конквест зосереджується на трьох основних причинах, чому Сталін зміг захопити і зберегти владу завдяки різноманітним постійно мінливим коаліціям нових більшовиків. По-перше, він був майстром у викручуванні марксистсько-ленінської теорії, щоб відповідати його цілям і перемогти або похитнути старих більшовиків. По-друге, його опоненти прорахувалися з тим рівнем підтримки, яку Сталін зміг отримати серед нових більшовиків, які раніше не мали стосунків з Леніним та його послідовниками. Нарешті, Сталін був відданий ідеї нескінченної боротьби. Він міг буквально виснажити і врешті-решт ліквідувати своїх опонентів, які не могли проявити себе в постійних політичних конфліктах.
Цитується Сталін: «Смерть вирішує всі проблеми, немає людини, немає проблеми». Знищення було найвищою зброєю боротьби Сталіна; проти своїх особистих опонентів та проти людей, якими він правив. Дж. Арч Гетті пише в « Слов'ян Ревю»: «ми знаходимо у „Сталін — руйнівник націй“ кілька досить цікавих натяків на екологічні та соціальні фактори в радянській історії. Завоювання доцільне, коли воно демонструє нездатність частково освічених, категорично налаштованих більшовицьких політиків осягнути соціальну реальність. Їхня вузька віра в певний вид науки дев'ятнадцятого століття ускладнила їм відмінність між фактом і фантазією».
Книга порівняно невелика за обсягом для такої великої теми, як життя Сталіна, але врешті-решт автор зміг підсумувати життя Сталіна, жахи, які він завдав радянським людям, і засоби, за допомогою яких він досяг і підтримував свою владу.

## Про автора
Роберт Конквест був відомим і високо оціненим американським істориком — фахівцем Радянського Союзу, особливо сталіністського періоду. Протягом 28 років він був старшим науковим співробітником Інституту Гувера, а в 2005 році отримав Президентську медаль Свободи .
Пишучи про автора та цю роботу, відомий американський історик Річард Пайпс  пише: «Містер Конквест не має аналогів радянської історії 30-х років. Він верховно розпоряджається джерелами, в тому числі тими, які зараз випускаються з радянських архівів. Візантійські інтриги, за допомогою яких Сталін, перетворивши країну на свою приватну власність, піддав Радянський Союз експериментам, які були настільки жорстокими, як і безглуздими, розказані стисло…»

## Оцінка
Пишучи про те, що робить книгу «Сталін: Руйнівник Націй» унікальною серед величезної кількості біографій Сталіна, Дж. Арч Гетті  пише,
Проте, незважаючи на нескінченний потік біографій Сталіна, «Сталін: Руйнівник Націй» займає важливу нішу. До цього часу ми не мали серйозного, читабельного чтива, спрямованого на популярну аудиторію. Попередні спроби створити таке для неспеціалізованої аудиторії не були зреалізовані або через те, що вони були надзвичайно довгими і нудними, або тому, що можливості наукового апарату призвели до напівфантастичних історій, заснованих більше на уяві, ніж на фактах. Роберт Конквест зумів уникнути цих підводних каменів і створив високочитабельну, керовану книгу, доступну як для нерусистів, так і для широкої громадськості.
Роберт Легволд  пише у « Зовнішній політиці» ,
Витончена, захоплююча та компактна біографія, написана давнім учнем цієї людини та її героїчних, сумних, занадто часто жахливих часів. Книга не розкриває принципово нових підстав ні в поясненнях дій Сталіна, ні в дослідженні «ізму», до якого він породив. Але автор включає нові матеріали останніх років у найбільш читабельний та доступний портрет фігури, яка все ще переслідує свою замучену землю.
Академічні журнали
- D'Agostino, A. (1995). Stalin Old and New. The Russian Review, 54(3), 447—451.
- Getty, J. (1993). Review: Stalin: Breaker of Nations Slavic Review, 52(4), 914—915.
- Legvold, R. (1992). Reviewed Work: Stalin: Breaker of Nations by Robert Conquest Foreign Affairs, 71(2), 205—205.

Популярні ЗМІ
- Pipes, Richard (10 листопада 1991). Book Review: Stalin Breaker of Nations. The New York Times.
- Simms, Gayle (8 березня 1998). Review: Stalin Breaker of Nations. The Philadelphia Inquirer. с. 194.
- Trully, Pat (24 листопада 1991). Book Review: Stalin Breaker of Nations. Fort Worth Star Telegram. с. 72.
- Walker, Martin (24 листопада 1991). Genghis Khan With A Telegraph. Washington Post.